# Franz Philipp von Elmpt
Franz Philipp Freiherr von Elmpt (* 3. Oktober 1724 in Dammerscheidt; † 5. April 1795) war ein kaiserlicher Feldmarschallleutnant.

## Leben

### Familie
Franz Philipp war Angehöriger der rheinländischen Freiherren von Elmpt. Seine Eltern waren der kurpfälzische Hauptmann Kaspar von Elmpt zu Dammerscheidt (1679–1730) und Agnes Isabella von Sieskern auf Dahl (1685–1737). Der russische Feldmarschall Johann Martin von Elmpt (1726–1802) war sein Bruder.
Er vermählte sich mit Maria Anna Karolina Schröffl von Mannsperg. Aus der Ehe ging die Tochter Maria Anna, vermählt mit dem kaiserlichen Oberstleutnant, Kämmerer und Erbherrn auf Czernowitz Vincenz Eusebius Zeszner Freiherr von Spitzenberg, hervor. Sein einziger Sohn ist als Fähnrich im Infanterieregiment „Brechainville“ (Nr. 25) beim Gefecht um die Veteranische Höhle im Türkenkrieg gefallen.

### Werdegang
Elmpt ist 1740 in kaiserliche Militärdienste eingetreten und avancierte bis zum Ausbruch des Siebenjährigen Krieges bis zum Hauptmann. Er war 1757 Tranchéemajor und kam 1759 zum Generalstab.  Bei Kunersdorf und vor Schweidnitz konnte er sich auszeichnen. Für seinen wesentlichen Einsatz bei der Eroberung der Festung Schweidnitz erhielt er am 30. April 1762 das Ritterkreuz, den Militär-Maria-Theresien-Orden. 1768 stieg er zum Oberstleutnant auf und leitete die topographische Landesaufnahme im Banat. Im bayerischen Erbfolgekrieg konnte er sich bei Weißkirchen hervortun. Nach seiner Beförderung zum Generalmajor 1779 wurde er Chef des Generalstabes und leitete als solcher die Landesaufnahme von Ungarn, Böhmen und Mähren. 1785 wurde Elmpt Festungskommandant von Prag und avancierte schließlich 1789 zum Feldmarschallleutnant. Er hatte zwischen 1740 und 1779 an allen 16 Feldzügen teilgenommen, dabei an 36 Schlachten und sieben wichtigen Belagerungen.